# Jan Havicksz Steen

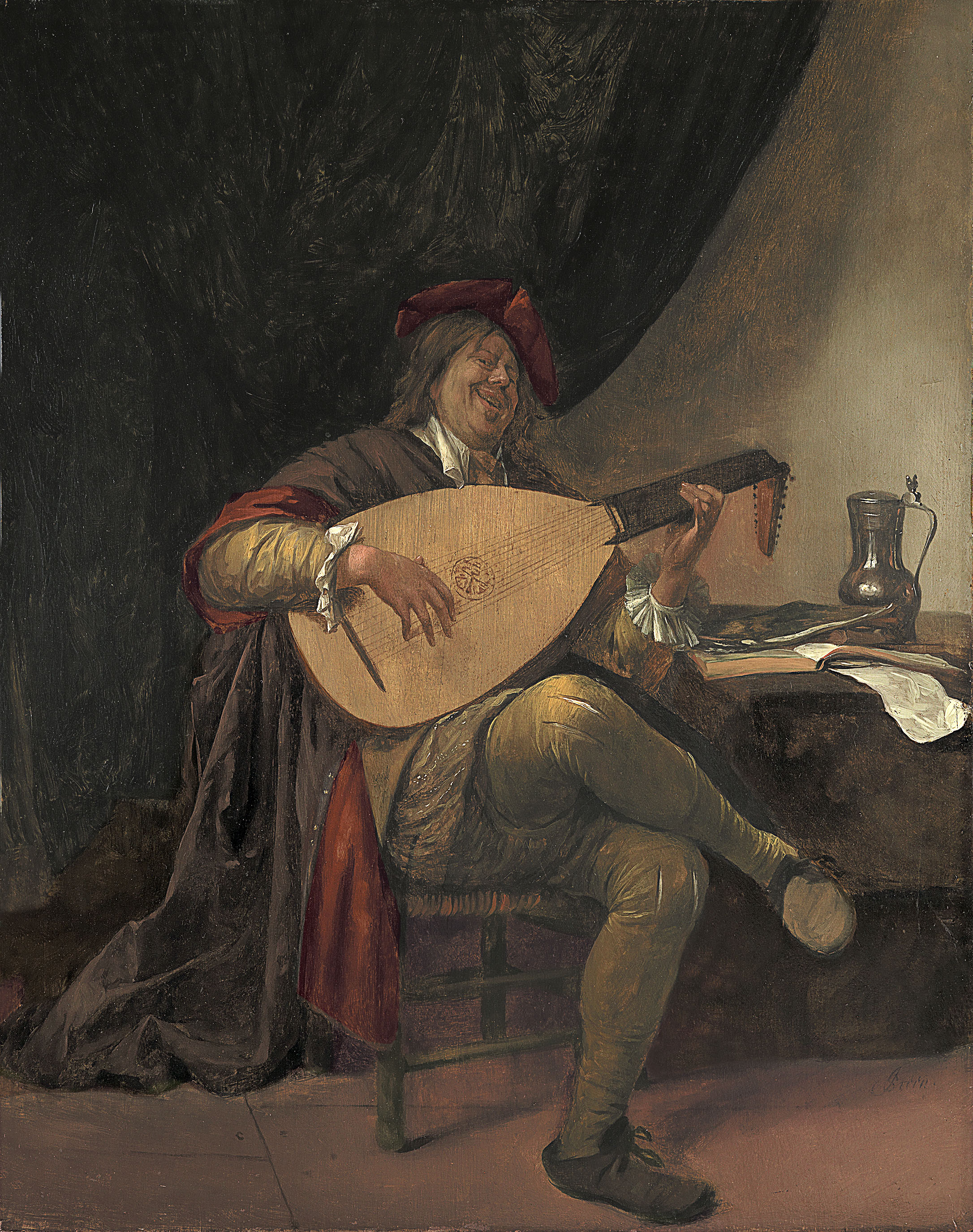
Autorretrato como músico, óleo sobre tabla, 55,3 x 43,8 cm, Madrid, Museo Thyssen-Bornemisza.

Jan Havicksz. Steen (Leiden, c., 1626 - 1679) fue un pintor barroco neerlandés, durante la época conocida también como la Edad de Oro Holandesa. Especializado en pintura de género, alcanzó fama por sus coloridas y abigarradas escenas de tono cómico pero fondo moralizante.

## Biografía

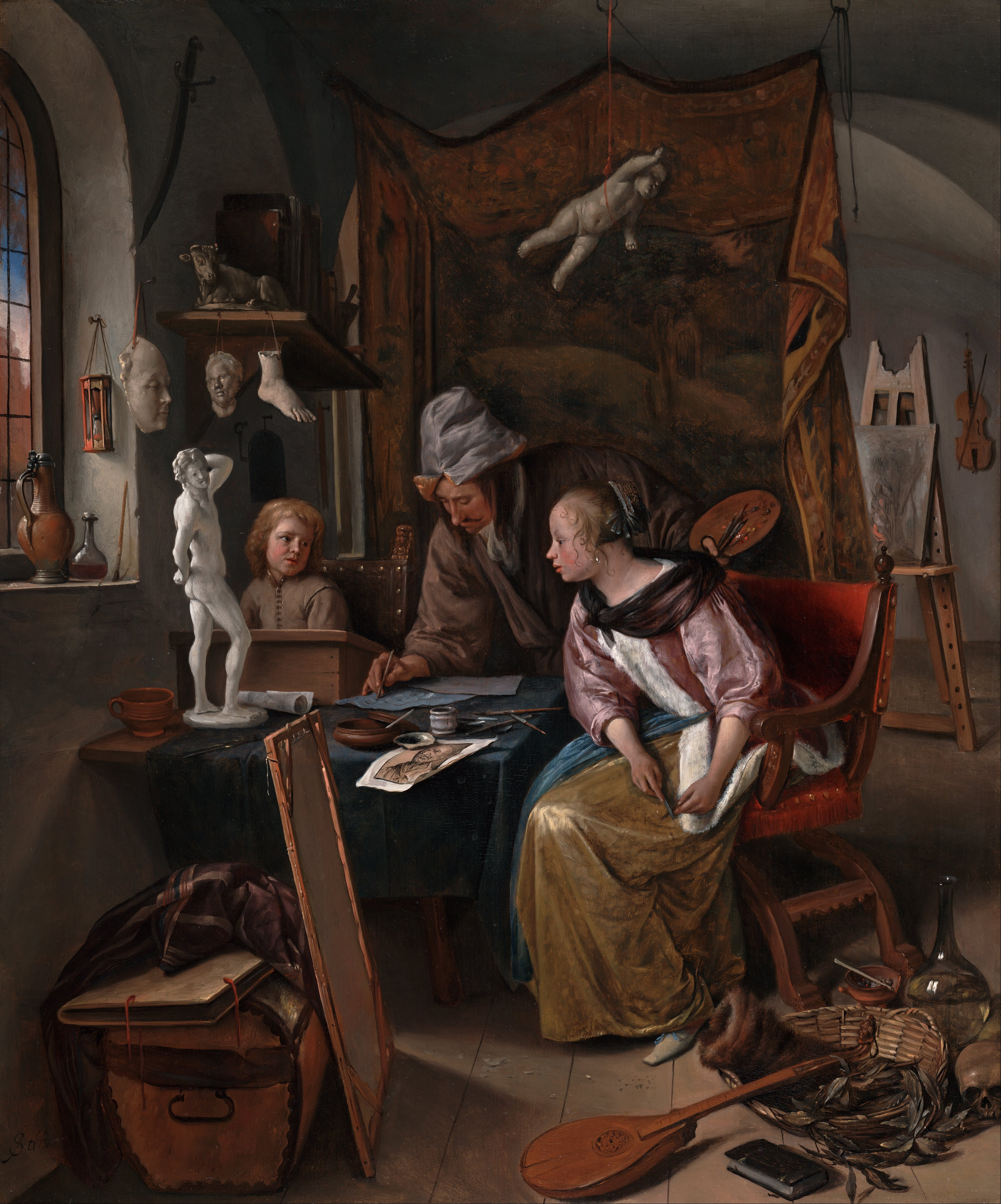
La lección de dibujo, h. 1665, óleo sobre tabla, 50 x 41 cm, Los Ángeles, The J. Paul Getty Museum.

Steen nació en Leiden, ciudad al sur de Holanda, en una familia adinerada católica de cerveceros que administraba una taberna llamada The Red Halbert. Como su contemporáneo Rembrandt van Rijn (1606-1669), Jan Steen acudió a la escuela de latín en Leiden. Se formó como pintor en Utrecht en el taller de Nicolaes Knüpfer (1603-1660), un pintor alemán especializado en escenas históricas. La influencia de Knupfer se puede encontrar en el uso que hizo posteriormente Steen de la composición y del color de los cuadros. Otra fuente de inspiración fue Adriaen van Ostade (1610-1685), pintor de escenas rurales que vivió en Haarlem, aunque no se conoce con certeza si Steen estudió con Ostade.
En 1648 Jan Havickszoon Steen se unió al gremio de pintores de Leiden, la "Guilda de San Lucas", pero tras haberse convertido en un ayudante del pintor Jan van Goyen (1596-1656), conocido por sus paisajes, se trasladó a vivir al Bierkade en La Haya. El 3 de octubre de 1649 contrajo matrimonio con Margriet van Goyen, hija del maestro y con la que tuvo siete niños. Steen trabajó con su suegro hasta 1654, cuando se trasladó con su familia a Delft, donde abrió una fábrica de cerveza llamada De Roscam (El peine) sin lograr mucho éxito. Vivió luego en Warmond desde 1656 hasta 1660 y en Haarlem de 1660 hasta 1670, un periodo especialmente productivo. En el año 1670, tras la muerte de su esposa en 1669 y de su padre en 1670, Steen se trasladó de nuevo a Leiden, lugar donde permaneció el resto de su vida. Cuando el mercado del arte colapsó en 1672, el año del desastre y que marca el fin de la próspera Edad de Oro, abrió una taberna. En abril de 1673 se casó otra vez, con Maria van Egmont, que le dio otro niño. En 1674 fue nombrado presidente de la Guilda de San Lucas. Frans van Mieris fue uno de sus compañeros de bebida. Murió en 1679 y fue enterrado en un sepulcro de la familia en el Pieterskerk.

## Obras
La vida cotidiana era uno de los temas principales de Jan Steen. Muchas de las escenas que pintó son animadas y bulliciosas hasta el punto de llegar a mostrar una diversión caótica. Las indirectas sutiles que muestran algunas de sus pinturas parecen sugerir al espectador que imite este comportamiento lúdico, aunque también se detectan mensajes moralizantes. Muchas de las pinturas de Steen llevan referencias a viejos proverbios y relatos holandeses. Steen empleó a miembros de su propia familia como modelos y también se pintó él mismo en varios autorretratos, en los cuales se puede ver que no demuestra ninguna tendencia a la vanidad. El más relevante es el Autorretrato con laúd del Museo Thyssen-Bornemisza de Madrid.